# Elektrozug Baku–Sabuntschi–Surachany
Die Baureihe Elektrozug Baku–Sabuntschi–Surachany ist eine Reihe von Elektrozügen, die ab 1926 bei den Eisenbahnen der Sowjetunion gebaut und betrieben wurden. Sie gelten als die ersten im Vorortverkehr der ehemaligen Sowjetunion eingesetzten elektrischen Triebwagen. Die Fahrzeuge wurden bis 1940 auf der ersten elektrifizierten Strecke des Landes Baku – Sabunçu – Suraxanı (russisch Baku – Sabuntschi – Surachany) eingesetzt und wurden dort nach ihrer Ausmusterung von den Triebwagen der Baureihe CД abgelöst.

## Historie
Die Eisenbahnlinie Baku – Sabuntschi mit Abzweig nach Surachany hatte 1926 eine Gesamtlänge von 19 Kilometern und verband Baku mit den Erdölfördergebieten in seinen östlichen Vororten. Eröffnet wurde die Linie 1880 als erste Eisenbahnstrecke im späteren Aserbaidschan. 1924 verkehrten auf ihr noch 12 Paar Vorortzüge täglich mit Dampftraktion und einer Taktzeit von 1,5 bis 2 Stunden. Die mittlere Reisegeschwindigkeit betrug bei diesen Verbindungen 16 km/h.
Das Bevölkerungswachstum und die industrielle Entwicklung von Baku erforderte eine Vervollkommnung des Nahverkehrs in der Region. Nachdem einige Versuchsfahrten durchgeführt wurden, empfahl der Verwaltungsrat von Baku eine Elektrifizierung der Eisenbahn. 1924 begannen in dessen Auftrag die Arbeiten zur Elektrifizierung der Eisenbahnlinie Baku – Sabunçu – Suraxanı. Auf der Strecke wurde eine Elektroenergieversorgung mit Gleichstrom und einer Spannung von 1200 V angewendet. Die Elektrozüge für die erste elektrifizierte Eisenbahnlinie der Sowjetunion wurden 1926 in der Waggonfabrik Mytischtschi gebaut. Sie wurden auf der Basis von serienmäßig produzierten Straßenbahnen des Werkes hergestellt. Die ersten Wagen erhielt die Eisenbahn im April 1926, nach dem Bau wurden Überprüfungsfahrten erst mit der Spannung von 600 V vollzogen, und vom 13. Mai 1926 an begannen erste Fahrten von Baku nach Sabunçu schon unter der Spannung 1200 V. Nach Beendigung der Erprobung wurde zunächst das Personal der Gesellschaft geschult. Die Beiwagen (13 für den Personenverkehr und einer für den kombinierten Post/Gepäcktransport) stellte die Lokomotivfabrik Brjansk her, die zu dieser Zeit den Namen Красный Профинтерн (Krasny Profintern für „Rote Profintern“) trug. Offiziell aufgenommen wurde der elektrische Betrieb wurde am 6. Juli 1926. Nach Einführung des Gleichstrombetriebes steigerte sich die Verkehrsdichte auf das 2,5fache, die mittlere Geschwindigkeit betrug daraufhin 28,5 km/h. Zuerst wurde die elektrische Verbindung zwischen den Stationen Baku und Sabunçu aufgenommen, später von Sabunçu nach Suraxanı, ab April 1933 zwischen den Stationen Sabunçu und Zabrat (russisch Sabrat, Забрат) und ab 1940 bis zur Station Buzovna (russisch Busowny, Бузовны).
Im April 1940 wurden die Vorortstrecken um Baku, darunter Baku – Sabunçu – Suraxanı, dem Volkskommissariat für Eisenbahnangelegenheiten (NKPS) der Sowjetunion unterstellt und in die Transkaukasische Eisenbahn eingegliedert. Ungenügende Erfahrungen mit dem Betrieb und nicht ausgereifte Reparaturtechnologien hatten bei den Fahrzeugen der ersten elektrifizierten Eisenbahnlinie der Sowjetunion zu erheblichem Verschleiß geführt. Deshalb wurde der Elektrozugpark bis 1940 durch Fahrzeuge der Reihe CД erneuert und die ursprünglich eingesetzten Züge ausgemustert.

## Technische Charakteristik
Über die Fahrzeuge gibt es in der Literatur so gut wie keine technischen Beschreibungen. Lediglich folgende technischen Daten sind zu entnehmen;
- sie besaßen die elektrischen Fahrmotoren vom Typ ДБ-2 (DB-2),
- die Fahrmotoren besaßen eine stündliche Leistung von je 75 kW,
- der Raddurchmesser betrug 1.050 mm,
- das Übertragungsverhältnis des Antriebes betrug 65:21,
- die Masse des Motorwagens ohne Passagiere betrug 38,5 t

## Bilder

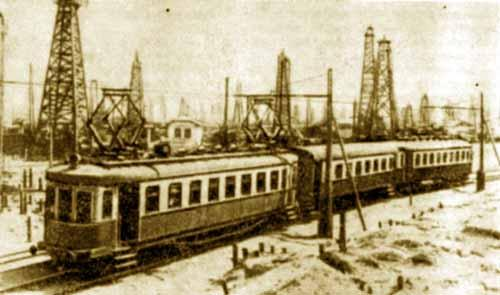
Elektrozug der Linie Baku – Sabunçu um 1930
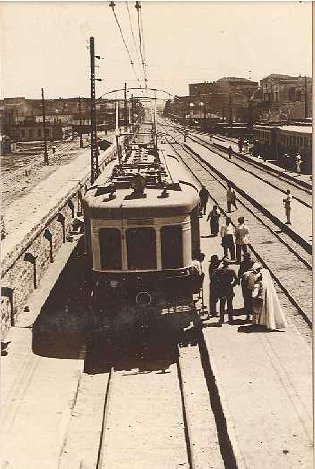
Ein Elektrozug 1930 bei der Station Sabunçu
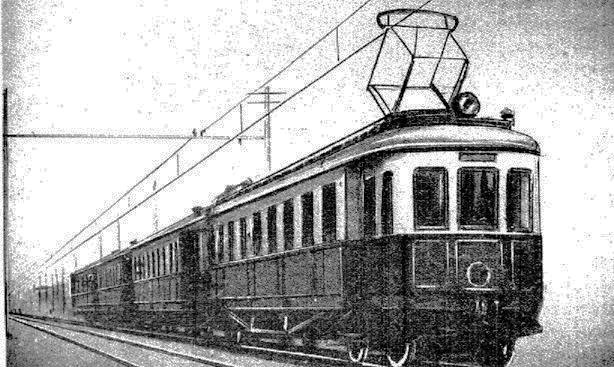
Ein Elektrozug um 1933 auf der Linie Baku – Sabunçu
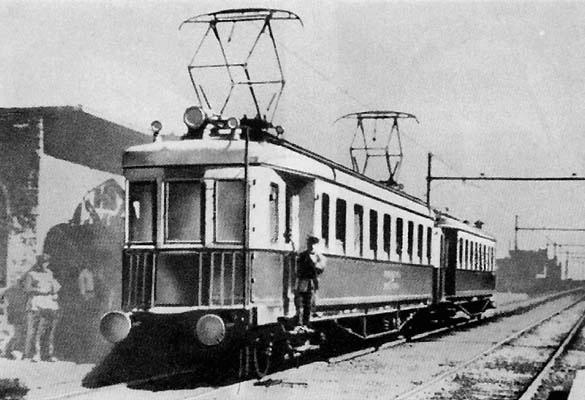
Ein Elektrozug beim Rangieren 1933 auf der Linie Baku – Sabunçu